# Johnny Mauro
Johnny Mauro (Denver, Colorado, Golden (Colorado), 25 oktober 1910 - 23 januari 2003) was een Amerikaans autocoureur. In 1948, 1950 en 1952 schreef hij zich in voor de Indianapolis 500. In 1948 eindigde hij als achtste, in de edities van 1950 en 1952, die ook meetelden voor het Formule 1-kampioenschap, kwalificeerde hij zich niet. 
In 2003 overleed hij ten gevolge van een auto-ongeluk nabij Denver tegelijk met de 17-jarige tegenligger.